# Circle of Love
Circle of Love è l'undicesimo album della Steve Miller Band, pubblicato dalla Capitol Records nel 1981.

## Tracce
Lato A
1. Heart Like a Wheel – 3:55 (Steve Miller)
2. Get on Home – 3:58 (Brano tradizionale, arrangiamento e nuovi testi di Steve Miller)
3. Baby Wanna Dance – 2:11 (Steve Miller)
4. Circle of Love – 6:22 (Steve Miller)

Lato B
1. Macho City – 18:32 (Steve Miller)

## Musicisti
- Steve Miller - voce, chitarra
- Byron Allred - tastiere
- Gerald Johnson - basso
- Gary Mallaber - batteria, percussioni